# Sveno Petri Wallin
Sveno Petri Wallin, född 1650-talet i Hycklinge församling, Östergötlands län, död 14 maj 1716 i Vårdnäs församling, Östergötlands län, var en svensk präst.

## Biografi
Sveno Wallin föddes på 1650-talet på Vallingedal i Hycklinge socken. Han var son till bonden Per Olofsson. Wallin blev 1679 student vid Uppsala universitet och prästvigdes 17 december 1689. Han blev 1689 komminister i Vårdnäs församling och 1693 kyrkoherde i församlingen. Wallin avled 1716 i Vårdnäs socken.

### Familj
Wallin gifte sig 4 juli 1690 med Brita Älf (1670–1716), dotter till komministern Erik Älf i Vårdnäs församling. De fick tillsammans barnen studenten Samuel Wallin (död 1717), Katarina Wallin (1693–1694), Anna Katarina Wallin (1695–1768) som var gift med inspektorn Peter Aschan på Åbäcksnäs i Gryts socken, Erik Wallin (1696–1697), Erik Wallin (1699–1717), studenten Per Wallin (1701–1728) och Anna Greta Wallin (1707–1779).